# Karolina Goliat
Karolina Goliat (ur. 25 października 1996 w Sint-Niklaas) – belgijska siatkarka pochodzenia polskiego, grająca na pozycji atakującej. W sezonie 2016/2017 zawodniczka Trefla Sopot. Od sezonu 2019/2020 występuje we francuskiej drużynie Volley Club Marcq-en-Barœul.
Jej ojcem jest były reprezentant Polski w piłce ręcznej Wiesław Goliat, matką - reprezentacyjna siatkarka Jadwiga Wojciechowska.

## Sukcesy klubowe
Mistrzostwo Belgii:
- 2011, 2012
- 2014

Puchar Francji:
- 2019